# Journal of Musculoskeletal and Neuronal Interactions
Das Journal of Musculoskeletal and Neuronal Interactions, abgekürzt J. Musculoskelet. Neuronal. Interact., ist eine wissenschaftliche Fachzeitschrift, die vom JMNI-Verlag veröffentlicht wird. Die Zeitschrift erscheint mit vier Ausgaben im Jahr und veröffentlicht Arbeiten, die sich mit der Pathophysiologie und der Behandlung muskulärer Knochenerkrankungen beschäftigen.
Der Impact Factor lag im Jahr 2014 bei 1,744. Nach der Statistik des ISI Web of Knowledge wird das Journal mit diesem Impact Factor in der Kategorie Physiologie an 59. Stelle von 83 Zeitschriften und in der Kategorie Neurowissenschaften an 189. Stelle von 252 Zeitschriften geführt.